# دونا باريل
دونا باريل (بالإنجليزية: Donna Barrell)‏ هي كاتبة سيناريو وممثلة أمريكية، ولدت في 1889 في ديترويت في الولايات المتحدة، وتوفيت في 1941 في لوس أنجلوس في الولايات المتحدة.

## وصلات خارجية
- دونا باريل على موقع IMDb (الإنجليزية)